# Sitampa
Sitampa is een bestuurslaag in het regentschap Tapanuli Selatan van de provincie Noord-Sumatra, Indonesië. Sitampa telt 1442 inwoners (volkstelling 2010).